# Aldo Poy
Aldo Pedro Poy (* 14. September 1945 in Rosario) ist ein ehemaliger argentinischer Fußballspieler. Auf Vereinsebene ausschließlich für seinen Heimatverein Rosario Central aktiv und mit zwei Meistertiteln auch durchaus erfolgreich, nahm er mit der Nationalmannschaft seines Heimatlandes auch an der Fußball-Weltmeisterschaft 1974 in Deutschland teil.

## Karriere

### Vereinskarriere
Aldo Poy, geboren 1945 in Rosario (Santa Fe), nach Buenos Aires und Córdoba drittgrößte Stadt Argentiniens, spielte während seiner gesamten fußballerischen Laufbahn für den Verein Rosario Central. Dabei wurde er im Jahre 1965 in die Profimannschaft aufgenommen und spielte dort bis ins Jahr 1974 in 292 Ligaspielen, wobei ihm 61 Torerfolge gelangen. 
Der Mittelfeldspieler war Teil der Mannschaft von Rosario Central, die unter Trainer Ángel Labruna, einst als Spieler Akteur der legendären Maquina von River Plate, im Jahr 1971 die erste argentinische Meisterschaft überhaupt für Rosario Central holte. Im Torneo Nacional der Primera División 1971 setzte man sich im Endspiel mit 2:1 gegen CA San Lorenzo de Almagro durch, nachdem zuvor am 19. Dezember im Halbfinale bereits Lokalrivale CA Newell’s Old Boys durch ein Tor von Aldo Poy mit 1:0 bezwungen wurde. Dieses außergewöhnliche Tor, ein Flugkopfball, wurde in Argentinien als La Palomita de Poy (deutsch die kleine Taube) berühmt und ist bis heute das Markenzeichen Aldo Poys. Das Ereignis wurde durch Fans fester Bestandteil der argentinischen Fußballkultur und wird seit 1972 stets am 19. Dezember gefeiert. Nach diesem Erfolg war Rosario Central für die Copa Libertadores 1972 startberechtigt, wo das Aus jedoch bereits in der Vorrunde kam, als man in der Gruppe 1 nur Zweiter wurde hinter Independiente Avellaneda und vor den beiden kolumbianischen Vertretern Independiente Santa Fe sowie Atlético Nacional, aber nur der Gruppenerste weiter kam. Auch im Ligabetrieb konnte man in der Saison 1972 nicht an die Leistungen des Vorjahres anknüpfen. 1973 gelang es dann, erneut die argentinische Meisterschaft ins Estadio Gigante de Arroyito zu holen. Nach Platz acht im Torneo Metropolitano konnte man die Finalrunde des Torneo Nacional mit zwei Punkten Vorsprung auf River Plate für sich entscheiden und damit die argentinische Meisterschaft des Nacional 1973 feiern. Doch auch diesmal folgte im Jahr darauf das frühe Ausscheiden in der Copa Libertadores als Gruppenzweiter der Vorrundengruppe 1 hinter CA Huracán sowie vor den chilenischen Mannschaften von Unión Española und CSD Colo-Colo.
Im Jahr 1974 endete dann auch die aktive Zeit von Aldo Poy bei Rosario Central nach neun Jahren und zwei errungenen Meistertiteln. Das frühe Ende der Karriere mit nur 29 Jahren kam verletzungsbedingt zustande. Im Meisterschaftsspiel gegen Newell’s Old Boys verletzte er sich schwer, wurde operiert und kehrte daraufhin in den Profifußball zurück. Wenig später brach die Verletzung jedoch wieder auf, Poy musste erneut operiert werden und entschied sich in der Folge, seine fußballerische Laufbahn zu beenden.

### Nationalmannschaft
In den Jahren 1973 und 1974 brachte es Aldo Poy auf zwei Länderspiele für die argentinische Fußballnationalmannschaft. Torerfolge gelangen ihm hierbei jedoch nicht. Von Nationalcoach Vladislao Cap wurde er ins Aufgebot der Südamerikaner für die Fußball-Weltmeisterschaft 1974 in Deutschland berufen. Bei dem Turnier wurde Poy jedoch nicht eingesetzt. Die argentinische Mannschaft indes erreichte die zweite Gruppenphase, schied dort dann allerdings als Letzter hinter den Niederlanden, Brasilien und der DDR sieglos aus.

## Erfolge
- Argentinische Meisterschaft: 2×

Nacional 1971 und Nacional 1973 mit Rosario Central